# Juan César Scaiano
Juan César Scaiano, conocido también como Tito Scaiano, (n. en Buenos Aires, Argentina en 1945) es un  químico argentino radicado en Canadá, donde se ha convertido en uno de los 100 químicos más citados del mundo.

## Biografía
Tito Scaiano obtuvo su título de licenciado en Química en la Universidad de Buenos Aires en 1967, y completó su doctorado (Ph.D.) en Química en la Universidad de Chile en 1970. Después de dos años de trabajo postdoctoral en la Universidad College de Londres, volvió a Chile en 1972, pero dejó el país en momentos en que se producía el golpe de Estado militar que derrocó al presidente chileno Salvador Allende. 
En los siguientes años se desempeñó en puestos de investigación y enseñanza incluyendo un cargo como visitante en el Consejo Nacional de Investigaciones (NRC) de Canadá en Ottawa, así como un puesto en el Laboratorio de Radiation de la Universidad de Notre Dame en Indiana, Estados Unidos. En 1979, comenzó una investigación de 12 años con NRC, en la que desarrolló un programa innovador de estudio de la reacción intermedia orgánica utilizando técnicas láser. 
En 1991 fue designado profesor titular de la cátedra de Química de la Universidad de Ottawa.
El laboratorio del Dr. Scaiano en la Universidad de Ottawa se ha vuelto la meca para aquellos interesados en el estudio de las reacciones intermedias.
En 1998, Scaiano fue el primer editor en jefe no estadounidense de la revista científica Photochemistry and Photobiology , puesto en el que se desempeñó hasta 2003. Ha pertenecido también a los comités editoriales del International Journal of Chemical Kinetics y Research on Chemical Intermediates.
Scaiano es propietario de dos patentes y ha fundado la empresa Luzchem Research, ubicada en Ottawa dedicada a diseñar, desarrollar, producir y vender instrumentos de laboratorio para el estudio de la interacción de la luz con un amplio rango de materiales.
Ha obtenido numerosos premios por su trabajo en fotoquímica incluyendo el Medalla de Platino del Premier por Investigación de Excelencia, uno de los mayores premios individuales del mundo, la Medalla Tory y el Premio Herzeberg. En 2005 fue laureado con la Orden de Canadá.

## Investigaciones
Radicales libres y antioxidantes, medicamentos foto-activados, mejores pantallas solares. Estos son asuntos médicos y científicos que en parte deben su mayoría de edad al meticuloso trabajo durante tres décadas del fotoquímico Dr. Juan Cesar (Tito) Scaiano, experimentando las interacciones entre la luz y las moléculas.
Las investigaciones de Scaiano comenzaron en Argentina hacia el final de la década de 1960 con reactivos orgánicos intermedios, que lo llevaron a investigar la luz. Los reactivos intermedios se encuentran entre las moléculas más difíciles de estudiar. De corta vida y presentes en bajas concentraciones, son puntos moleculares de interrupción en las reacciones químicas. Sin embargo resultan esenciales para comprender y controlar la dinámica de estas reacciones.
Al comienzo de los años '80 mientras trabajaba en el NRC en Ottawa, Scaiano ideó un nuevo modo de estudiar y medir los reactivos intermedios usando pulsos láser de nanosegundos de duración. La luz de alta velocidad pudo ser utilizada tanto para crear intermediarios moleculares (flash fotólisis) y estudiar su espectro (espectroscopia laser). Su técnica automatizada inspiró el diseño de sistemas similares en laboratorios de todo el mundo.
Scaiano fue el primero en usar dos láseres para analizar cambios fotoquímicos en intermediarios de corta vida durante una reacción, que permitió a los científicos medir las reacciones fotoquímicas. 
Esta técnica le permitió a Scaiano realizar detallados estudios sobre el comportamiento de los radicales libres, un grupo de intermediarios de gran importancia médica. Su laboratorio ha brindado información crítica sobre el modo en que estas moléculas reactivas pueden afectar los sistemas biológicos. 
Scaiano está buscando desarrollar una variedad de aplicaciones de sus hallazgos incluyendo formas de prevenir el colapso inducido por la luz en los medicamentos, y el desarrollo de sensores para daño en el ADN. Ha registrado también una patente por un proceso para evitar el color amarillento que toma el papel al ser expuesto a la luz, un problema importante para la gran industria de la pulpa de celulosa y el papel que posee Canadá. 
Los actuales proyectos de investigación del Grupo Scaiano de Investigación incluye temas diversos como sensores fluorescentes, fotolitografía, radicales libres persistentes y nanopartículas.